# Henning Haseleu
Henning Haseleu (* 28. Januar 1980) ist ein ehemaliger deutscher Basketballspieler.

## Werdegang
Haseleu begann im Alter von 14 Jahren beim Oldenburger TB (OTB) mit dem Basketball. Der 2,02 Meter große Flügel- und Innenspieler gehörte in der Saison 1999/2000 zum Oldenburger Aufgebot, als die Mannschaft in die Basketball-Bundesliga aufstieg. Er bestritt in der Saison 2000/01 eine Bundesliga-Begegnung für den OTB. 2002 wechselte er zum TSV Lesum-Bremen, mit dem er in der 2. Basketball-Bundesliga Nord antrat. Für die OTB-Regionalliga-Mannschaft spielte er von 2003 bis 2005. Als Trainer war er im weiblichen Jugendbereich des OTB und bis 2016 des Bürgerfelder TB tätig. Er durchlief ein Lehramtsstudium und wurde hernach in Oldenburg im Schuldienst tätig.